# Melville-Bucht

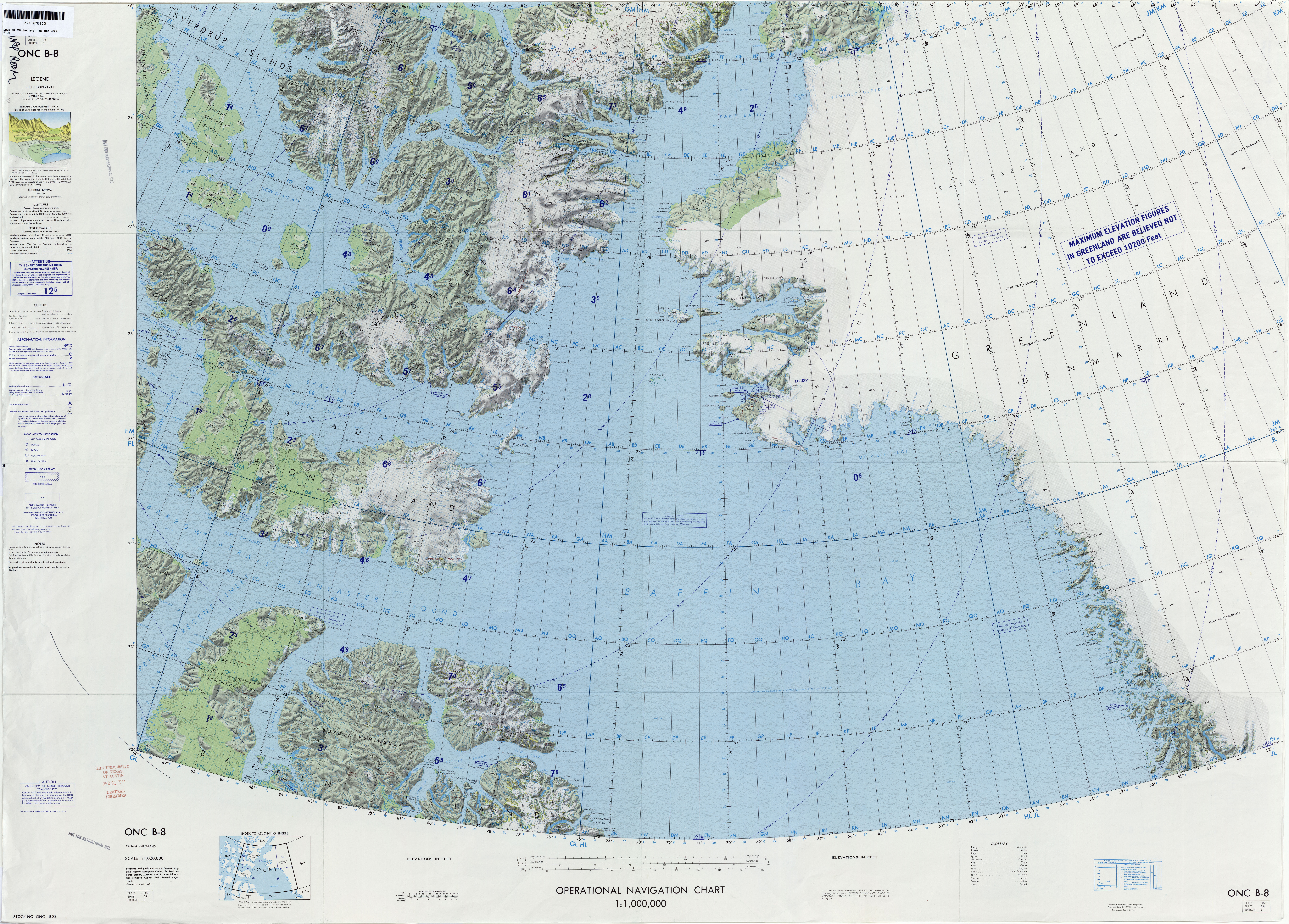
MELVILLE BUGT auf dem US-Kartenblatt von 1976

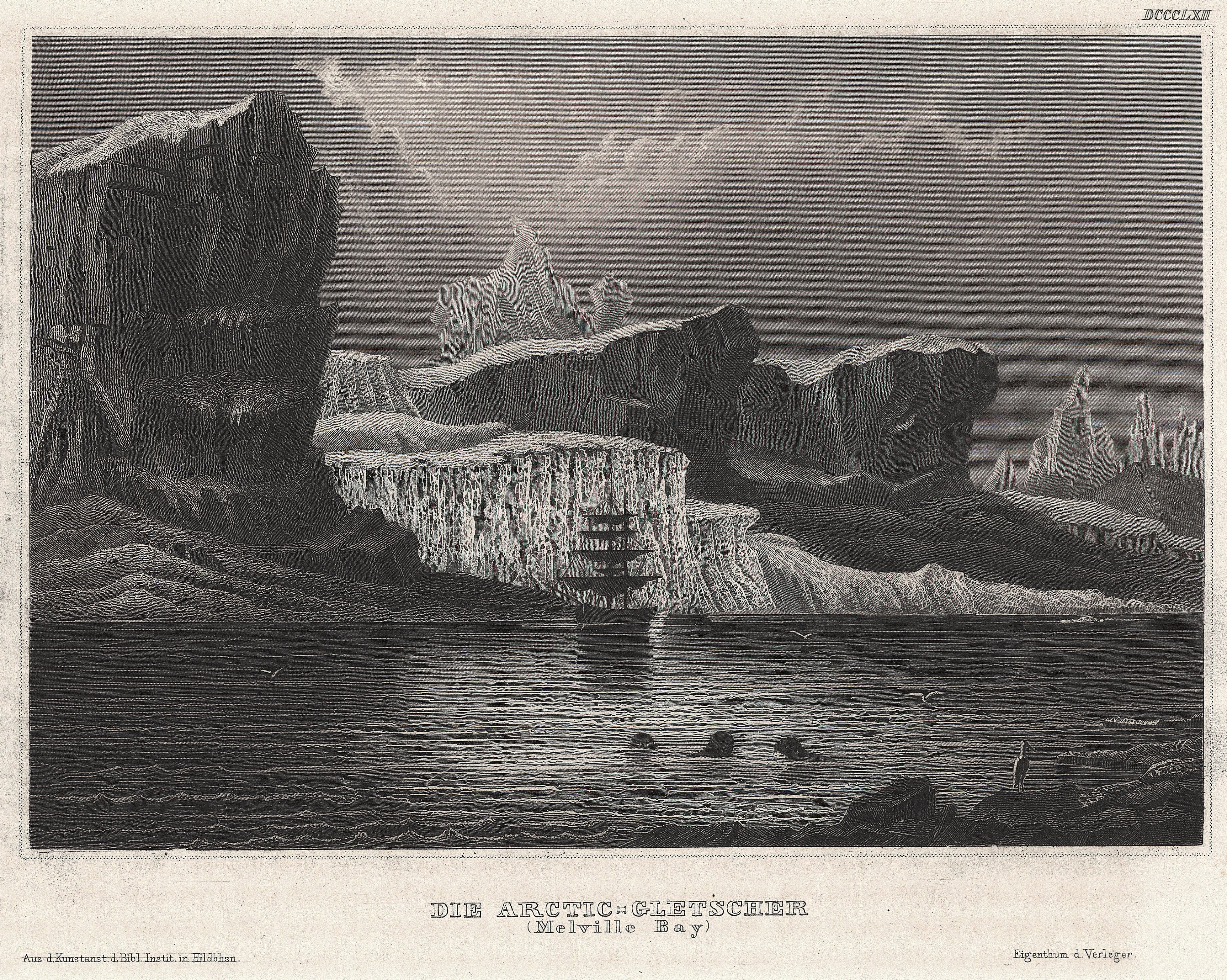
Die Melville-Bucht (Stahlstich 1857)

Die Melville-Bucht (dänisch Melville Bugt, grönländisch Qimusseriarsuaq, „großer Hundeschlittenort“) ist eine große Bucht der Baffin Bay an der Westküste Grönlands.

## Geographie
Die Bucht erstreckt sich im Osten der Baffin Bay zwischen dem Kap York im Nordwesten und Kiatassuup Nuua (Wilcox Head), der Westspitze der Insel Kiatassuaq (Holm Ø), im Süden.
Unterbrochen durch Landzungen und vorgelagerte Eilande dringt das grönländische Inlandeis an der Melville-Bucht in ausgedehnten Gletschern bis zur Küste vor, die dadurch eine der größten Quellen von Eisbergen in der Baffin Bay darstellt. 19 große Gletscher kalben hier jedes Jahr mehr als tausend Eisberge mit einem Gesamtvolumen von 60 km³. Von Mitte Oktober bis zum späten Juli ist die Bucht von Festeis bedeckt, das eine maximale Dicke von 130 bis 180 Zentimetern erreicht. In manchen Sommern bleibt die Eisdecke sogar erhalten.
Die Küste der Melville-Bucht ist weitgehend unbewohnt, einzige Küstenorte sind Savissivik im Norden und Kullorsuaq im Süden, jeweils auf gleichnamigen, der grönländischen Küste vorgelagerten Inseln.

## Geschichte
William Baffin und Robert Bylot befuhren die Buch 1616 mit der Discovery als erste Europäer, aber sie fuhren so weit auf See, dass sie die Küste nicht sehen konnten. Erst 1817 segelte mit Bernard O’Reilly wieder ein europäischer Entdecker in ihren Gewässern und fertigte eine unpräzise Karte an.
Im Folgejahr befuhr John Ross die Bucht. Er benannte sie dabei zu Ehren des britischen Seeoffiziers Robert Dundas, 2. Viscount Melville, der zu diesem Zeitpunkt Erster Lord der Admiralität war. Ross sah nur den Abschnitt bis Nallortup Nuua (Kap Melville) als Teil der Bucht an, während der westlich gelegene Abschnitt bis zum Kap York von ihm Prince Regent's Bay genannt wurde.
Im 19. Jahrhundert waren zahlreiche europäische Walfänger in der Melville-Bucht aktiv. Wegen der Eisverhältnisse wurden jährlich durchschnittlich ein Dutzend Walfängerschiffe vom Eis zermalmt.
Im April 1894 erforschte und kartierte Eivind Astrup per Hundeschlitten die Nordküste der Melville-Bucht bis Qapiarfissalik (Thom Ø). Der südliche Teil der Bucht blieb weiterhin unkartiert.
Im Rahmen der Literarischen Expedition unter Ludvig Mylius-Erichsen wurde die Melville-Bucht erstmals in voller Länge von Europäern mit dem Hundeschlitten überquert. Aus Zeitgründen konnte die Küste nicht kartografiert werden, aber es gelang festzustellen, dass die gesamte Bucht auf diese Weise überquert werden konnte. Die Route war in vergangenen Jahrhunderten von den Inuit genutzt worden, dann aber in Vergessenheit geraten. Fortan wurde sie wieder genutzt und Inughuit ließen sich in der Bucht nieder. Auch von Süden her verlagerten sich die Wohnplätze der Kitaamiut weiter nach Norden, und in den 1920er Jahren wurde mit Qaarusulik ein westgrönländischer Wohnplatz in der Diskobucht besiedelt. Wenig später folgte das heute noch bewohnte Kullorsuaq.
Eine geologische Untersuchung sowie eine genauere Kartierung wurde 1916 von Lauge Koch im Rahmen von Knud Rasmussens Zweiter Thule-Expedition vorgenommen.
Am 5. August 1977 war die Melville-Bucht Schauplatz eines Tankerunglücks. Die USNS Potomac (T-AO-181) kollidierte auf dem Weg zum Luftwaffenstützpunkt Thule Air Base an Position 74° 52′ N, 61° 13′ W mit einem Eisberg und wurde leck geschlagen. 405 Tonnen Schweröl liefen daraufhin ins Meer.

## Fauna
Die Melville-Bucht wird häufig von Eisbären besucht, die an der Eiskante Jagd auf Ringelrobben machen. Weitere ganzjährig anzutreffende Robbenarten sind das Walross und die Bartrobbe, während Klappmützen und Sattelrobben die Bucht nur zwischen Juni und Oktober besuchen. Von den hier lebenden Walarten ist die Melville-Bucht vor allem für den Narwal und den Weißwal (Beluga) von Bedeutung.
Brutkolonien von Seevögeln sind in der Melville-Bucht seltener als an anderen grönländischen Küsten. Auf den Sabine-Inseln (Sabine Øer) findet man allerdings die größten Kolonien der Küstenseeschwalbe und der Schwalbenmöwe ganz Grönlands. Die häufigsten Seevögel im Gebiet sind die Gryllteiste und die Eismöwe. Die Kolonien der Polarmöwe auf den Balgoni-Inseln (Balgoni Øer) stellen den nördlichsten Punkt ihres Verbreitungsgebiets auf Grönland dar.

## Naturschutz
Ein Teil der Melville-Bucht und der angrenzenden grönländischen Küste mit einer Fläche von 7957 km² (703 km² eisfreies Land, 5193 km² Meer und 2061 km² Eis) wurde 1977 zum Naturschutzgebiet erklärt. Das Befahren seiner Kernzone, insbesondere aber Fischfang, Jagd, das Sammeln von Eiern usw. ist verboten. Ständige Einwohner der Distrikte Upernavik und Qaanaaq dürfen im Außenbereich des Schutzgebiets aber der traditionellen Jagd auf Weißwale, Narwale, Eisbären, Walrosse und Robben nachgehen.

## Mineralölvorkommen
In der Melville-Bucht werden Erdölvorkommen vermutet. Die grönländische Regierung hat an mehrere Mineralölunternehmen Lizenzen zu ihrer Erkundung erteilt. Cairn Energy führte in den Jahren 2010 und 2011 insgesamt acht Probebohrungen durch, die aber keine kommerziell nutzbaren Mengen an Erdöl oder -gas lieferten. Andere Unternehmen wie Statoil, Dong Energy und GDF Suez gaben bis 2014 ihre Lizenzen für Westgrönland zurück.